# Marc Andrieux
Marc Andrieux, né le 9 septembre 1966 à Montbéliard, est un footballeur français. Il évolue au poste de milieu défensif au RC Strasbourg et au FC Mulhouse notamment.

## Biographie
Marc Andrieux est découvert par le RC Strasbourg à l'âge de dix-sept ans, alors qu'il joue à Montbéliard. Il fait ses débuts professionnels un peu plus d'un an plus tard. 
Après cinq années passées au Racing, il décide de rejoindre le FC Mulhouse au cours de l'année 1989, où il reste quatre ans. Il termine sa carrière dans le Sud à l'AS Cannes et il met fin à sa carrière un an plus tard, à cause de blessures à répétition.

## Palmarès
- Champion de France de Division 2 en 1988 avec le RC Strasbourg.